# クリトン (アテナイ人)
クリトン（クリトーン、希: Κρίτων）は、古代ギリシアのアテナイの市民。哲学者ソクラテスと同じアロペケ区出身で同い年の親友であり、彼の世話人でもあった。ソクラテスの弟子であった容姿端麗な長男クリトブロスと共に、プラトンとクセノポンの著作に取り上げられていることで知られる。
プラトンの著作では、彼の名前を採った『クリトン』の他、『エウテュデモス』『パイドン』でも話者として登場する。また、『ソクラテスの弁明』でもソクラテス支援の裁判参加者として言及されている。（『ソクラテスの弁明』『パイドン』では、長男クリトブロスも同席。）
クセノポンの著作では、『ソクラテスの思い出』第2巻第9章で言及されている。（長男クリトブロスは、『ソクラテスの思い出』第1巻第3章、第2巻第6章で言及される他、『饗宴』『家政論』といった作品では、話者として登場する。）
長男クリトブロスと共に富裕な人物であり、プラトンの『ソクラテスの弁明』では長男やプラトン等と共に提案された罰金の保証人になっており、『クリトン』ではソクラテス逃亡に関する処理費用を出す提案をしている。『パイドン』ではソクラテスから葬儀・埋葬や最後の言葉として「アスクレピオスへの供物」も託されている。
また、クセノポンの『ソクラテスの思い出』第2巻第9章では、示談金目的の誣告を行う訴訟屋（シュコパンテース, 希: συκοφάντης, sykophántēs）たちに苦しめられていたことが述べられている。
ディオゲネス・ラエルティオスの『ギリシア哲学者列伝』第2巻第12章には、ソクラテスの関係人物の1人として、彼を扱う項目が設けられており、そこでは彼には長男クリトブロスに加えて、ヘルモゲネス、エピゲネス、クテシッポスといった息子たちがおり、その全員がソクラテスの弟子であったことや、
- 『学習によって立派な人間が生まれるのではないこと』
- 『貪欲について』
- 『有益なものとは何か、あるいは政治家』
- 『美について』
- 『悪行について』
- 『整頓について』
- 『法律について』
- 『神的なものについて』
- 『技術について』
- 『交際について』
- 『知恵について』
- 『プロタゴラス、あるいは政治家』
- 『文字について』
- 『創作について』
- 『学習について』
- 『知ることについて、あるいは知識論』
- 『知っているとはどういうことか』

という17篇の対話篇を残していることが記されている。